# Ceratostylis trinodis
Ceratostylis trinodis är en orkidéart som beskrevs av Johannes Jacobus Smith. Ceratostylis trinodis ingår i släktet Ceratostylis och familjen orkidéer. Inga underarter finns listade i Catalogue of Life.